# اولگ اوملچوک
اولگ اوملچوک (اوکراینی: Олег Петрович Омельчук؛ زادهٔ ۷ ژوئن ۱۹۸۳) تیرانداز اهل اوکراین است.
وی در مسابقات کشوری و بین‌المللی در مجموع برندهٔ ۳ مدال طلا، ۲ مدال نقره، ۵ مدال برنز شده‌است.